# Дискография на Мими Иванова
Това е дискографията на поппевицата Мими Иванова (р. 1946). През дългогодишната си певческа кариера е изпълнявала песни предимно от Развигор Попов.

## Малки плочи

### 1972 – „Мелодии друзей. Мими Иванова (Болгария)“
1. „Ты придешь ко мне“ – м. М. Щерев, т. Е. Младенова
2. „Время, остановись“ – м. Бахарах, т. Богомил Гудев

- Издател: Мелодия
- Каталожен номер: ГД 0002925[1]
- Плочата е издадена в СССР.

### 1973 – „Пее Мими Иванова“
1. „Моите думи“ – м. Юрая Хийп, т. Милчо Спасов, ар. Развигор Попов
2. „Слънчево утро“ – м. и ар. Развигор Попов, т. Милчо Спасов
3. „Без думи“ – м. Уиндоус, т. Милчо Спасов, ар. Развигор Попов
4. „Черно и бяло“ – б. т. Милчо Спасов, ар. Развигор Попов[2]

- Издател: Балкантон
- Каталожен номер: ВТМ 6573

### 1973 – „Мими Иванова“
1. „Пролетен дъжд“ – м. и ар. Найден Андреев, т. Димитър Керелезов, съпровожда ЕОКТР, диригент: Дечо Таралежков
2. „Това е моята любов“ – м. и ар. Светозар Русинов, т. Димитър Василев, съпровожда ЕОКТР, диригент: Вили Казасян[3]

- Издател: Балкантон
- Каталожен номер: ВТК 3024

### 1978 – „Мими Иванова“
1. „Петнадесет лалета“ – м. и ар. Развигор Попов, т. Йордан Янков, съпр. ВИГ „Старт“ и ЕОБР, диригент: Вили Казасян
2. „Сбогуване с лятото“ – м. и ар. Развигор Попов, т. Владимир Голев, съпр. ВИГ „Старт“[4]

- Издател: Балкантон
- Каталожен номер: ВТК 3453

1. „Слънцето е в моите коси“ – м. Зорница Попова, т. Йордан Янков, ар. Развигор Попов, изп. Мими Иванова и Развигор Попов
2. „Мечо Пух“ – м. Зорница Попова, т. Йордан Янков, ар. Развигор Попов, изп. Мими Иванова с ВИГ „Старт“, дир. Р. Попов[5]

- Издател: Балкантон
- Каталожен номер: ВТК 3437

### 1979 – „Мими Иванова и Старт“
1. „Aморе мио“ – б. т. и ар. Развигор Попов, съпр. ВИГ „Старт“, дир. Р. Попов
2. „Танцувай с мен“ – б. т. и ар. Развигор Попов, съпр. ВИГ „Старт“, дир. Р. Попов[6]

- Издател: Балкантон
- Кталожен номер: ВТК 3465

### 1980 – „Мими Иванова и Старт“
1. „Зрънце земно“ – м. и ар. Р. Попов, т. Вл. Голев
2. „Къде?“ – м. и ар. Р. Попов, т. Вл. Голев[7]

- Издател: Балкантон
- Каталожен номер: ВТК 3512

1. „Глас“ – м. М. Ганева, т. Вол. Николаев, ар. Р. Попов
2. „Да и не“ – м. М. Ганева, т. Вол. Николаев, ар. Р. Попов[8]

- Издател: Балкантон
- Каталожен номер: ВТК 3530

### 1981 – „Мими Иванова и Старт“
1. „Въпроси“ – м. С. Гриндберг, т. Б. Гудев, ар. Р. Попов, дир. Р. Попов
2. „Лодка в реката“ – м. Тони Шоу, т. Ж. Кюлджиева, ар. Р. Попов, дир. Р. Попов[9]

- Издател: Балкантон
- Каталожен номер: ВТК 3600

### 1982 – „Мими Иванова и Старт“
1. „Крадени цветя“ – б. т. Богомил Гудев, ар. Развигор Попов
2. „Моя първа зора“ – б. т. Орлин Орлинов, ар. Развигор Попов[10]

- Издател: Балкантон
- Каталожен номер: ВТК 3643

### 1990 – „Приморско“
1. „Ще остана в Приморско“ – м. Развигор Попов, т. Венцислав Мартинов, изп. Мими Иванова и Развигор Попов
2. „Приказка за Приморско“ – м. Ангел Заберски, т. Матей Стоянов, изп. Мими Иванова и „Старт“[11]

- Издател: Балкантон
- Каталожен номер: ВТК 3991

### 1990 – „Чебурашка в ДСНК“
1. „Песен на Чебурашка“ – м. Стефан Димитров, т. Лозан Такев, изп. Ж. Пашова
2. „Синият вагон“ – м. Владимир Шаински, т. Лозан Такев, изп. Мими Иванова
3. „Усмивка“ – м. Владимир Шаински, т. Лозан Такев, изп. Мими Иванова
4. „Новогодишна мечта“ – м. Развигор Попов, т. Лозан Такев, изп. Мими Иванова[12]

- Издател: Балкантон
- Каталожен номер: ВЕК 3970

## Студийни албуми

### 1975 – „Мими Иванова“
1. Майчице свята – м. и ар. Митко Щерев, т. Иля Велчев
2. Знам, море – м. и ар. Митко Щерев, т. Стефан Банков
3. Сбогуване – м. и ар. Митко Щерев, т. Надежда Захариева
4. Някъде има градче – м. и ар. Митко Щерев, т. Стефан Банков
5. Обич – м. Анджей Рибински, т. Ж. Кюлджиева, ар. Митко Щерев
6. Вечерен бряг – м. и ар. Янко Миладинов, т. Андрей Германов
7. Денят е близо – м. и ар. Развигор Попов, т. Милчо Спасов
8. Преди да дойде края – б. т. Димитър Керелезов, ар. Развигор Попов
9. В утринта – м. и ар. Развигор Попов, т. Милчо Спасов
10. О, слънце – б. т. Милчо Спасов, ар. Развигор Попов
11. Спри за миг – б. т. Милчо Спасов, ар. Развигор Попов
12. Очакване – м. и ар. Развигор Попов, т. Милчо Спасов[13]

- Вид звуконосител: LP
- Издател: Балкантон
- Каталожен номер: ВТА 1527

### 1979 – „Мими Иванова и Старт“
1. Диско ракета – м. и ар. Р. Попов, т. Жива Кюлджиева
2. Твоят поглед – м. и ар. Митко Щерев, т. Ст. Банков
3. Вълкът и седемте козлета – м. и ар. Р. Попов, т. Ж. Кюлджиева
4. Сезони – м. Мария Ганева, т. Марина Стайкова, ар. Развигор Попов
5. Пролетно разсъмване – м. и ар. Митко Щерев, т. Димитър Керелезов
6. Вграждане – м. Ив. Калчинов, т. П. Йорданова, ар. Р. Попов
7. Аморе мио – б. т. и ар. Развигор Попов
8. Диско век – м. Ат. Косев, т. Орлин Орлинов, ар. Развигор Попов
9. Чарли Чаплин – м. Тончо Русев, т. Дамян Дамянов, ар. Развигор Попов
10. Утро – м. и ар. Найден Андреев, т. Кръстьо Станишев
11. Дамата с кученцето – м. З. Попова, т. Йордан Янков, ар. Р. Попов
12. Далечен огън – м. и ар. Найден Андреев, т. Стефан Банков[14]

- Вид звуконосител: LP
- Издател: Балкантон
- Каталожен номер: ВТА 10382

### 1981 – „Автограф“
1. Вече свърши хубавото време – м. Развигор Попов, т. Богомил Гудев
2. Чист извор на радост – м. Иван Пеев, т. Жива Кюлджиева
3. Здравей, наместо сбогом – м. Тончо Русев, т. Ваньо Вълчев
4. Автостоп – м. Зорница Попова, т. Йордан Янков
5. Цвете ми дай – м. Атанас Косев, т. Орлин Орлинов
6. Очите на дъжда – м. Мария Ганева, т. Кръстьо Станишев
7. Лодка в реката – м. Томи Шоу, т. Жива Кюлджиева
8. Вярвай, мамо – м. Развигор Попов, т. Орлин Орлинов
9. Малечко, палечко – м. Александър Йосифов, т. Димитър Точев
10. Диско рок – м. и т. Атанас Бояджиев
11. Зная две думи – м. Найден Андреев, т. Кръстьо Станишев
12. Пътуване – м. Георги Костов, т. Димитър Керелезов
13. Светулка в моя спомен – м. Иван Калчинов, т. Иван Бориславов[15]

- Вид звуконосител: LP
- Издател: Балкантон
- Каталожен номер: ВТА 10696

### 1983 – „Ало, ти ли си?“
1. Рожден ден – м. Развигор Попов, т. Богомил Гудев
2. Ние и песента – м. Развигор Попов, т. Богомил Гудев
3. Без последствие – м. Развигор Попов, т. Богомил Гудев
4. Всеки ден – м. Иван Пеев, т. Жива Кюлджиева
5. Новата игра – м. Атанас Бояджиев, т. Богомил Гудев
6. На концерт – Букет от песните: Диско ракета, Зрънце земно, Когато падне звезда, Денят е близо, Вече свърши хубавото време, Вярвай мамо, Петнадесет лалета, Твоят нов мотоциклет, Диско-риф, Край старата липа и Вълкът и седемте козлета
7. Ах, този дъжд – м. Атанас Косев, т. Богомил Гудев
8. Какво сънуваш нощем? – м. Мария Ганева, т. Димитър Керелезов
9. Радостна вест – м. Морис Аладжем, т. Димитър Ценов
10. Защо – м. Иван Калчинов, т. Евтим Евтимов
11. Магазин за носталгия – м. и ар. Боян Балев, т. Волен Николаев
12. Труден характер – м. Тончо Русев, т. Адриана Йорданова
13. В диско-клуба – м. Георги Костов, т. Жива Кюлджиева
14. Едно и едно – прави едно – м. Александър Йосифов, т. Банчо Банов
15. Приеми ме такава – м. Зорница Попова, т. Йордан Янков
16. Влюбено момиче – м. и ар. Ев. Кошничаров, т. Ал. Петров[16]

- Вид звуконосител: 2 LP и MC
- Издател: Балкантон
- Каталожен номер: LP – ВТА 11131/ ВТА 11132; MC – ВТМС 7053

### 1985 – „Мими Иванова и Старт“
1. Зелената стара чешма – м. Развигор Попов, т. Богомил Гудев
2. Когато си отиваме (Не гледай назад) – т. Богомил Гудев
3. Срещи случайни – м. Развигор Попов, т. Петър Москов
4. Грешници – м. Тончо Русев, т. Адриана Йорданова
5. Надежда – м. Димитър Пенев, т. Ваньо Вълчев
6. Седем дни – м. Развигор Попов, т. Петър Москов
7. Първо цвете – м. Развигор Попов, т. Венцислав Мартинов
8. Накъде без любов – м. Александър Йосифов, т. Димитър Точев
9. Няма рози без бодли – м. Зорница Попова, т. Йордан Янков
10. Автостоп – м. Найден Андреев, т. Волен Николаев[17]

- Вид звуконосител: LP
- Издател: Балкантон
- Каталожен номер: ВТА 11583

### 1987 – „Хей момче“
1. Хей, момче – м. Развигор Попов, т. Богомил Гудев
2. Звезда – м. Кирил Аврамов, т. Димитър Точев
3. Понякога само... – м. Развигор Попов, т. Живка Шопова
4. Приказка за Приморско – м. Ангел Заберски, т. Матей Стоянов
5. Хитруша – м. Тончо Русев, т. Ваньо Вълчев
6. Някой – м. Развигор Попов, т. Снежана Иванова
7. Слънчев лъч – б. т. Георги Бакалов
8. Аз съм влюбена – б. т. Иван Стефанов
9. Дъжд и болка – б. т. Иван Стефанов
10. Стюардеса или манекен – м. Иван Пеев, т. Живко Колев
11. Зимно море – м. Тончо Русев, т. Петър Караангов
12. Раздяла – м. Развигор Попов, т. Албена Костова[18]

- Аранжименти: Развигор Попов
- Вид звуконосител: LP
- Издател: Балкантон
- Каталожен номер: ВТА 12047

### 1995 – „Съдба“
1. Съдба – м., т. и ар. Развигор Попов
2. Забрави го – м. и ар. Димитър Пенев, т. Катя Кирянова
3. Чуден сън – м., т. и ар. Развигор Попов
4. Я излези, мале – м. и ар. Димитър Пенев, т. Кирил Христов
5. Лято – м. и ар. Развигор Попов, т. Милчо Спасов
6. За последно – м. и ар. Митко Щерев, т. Петър Москов
7. Good bye, Sunny – м. и ар. Развигор Попов, т. Милчо Спасов
8. Go for love – м. и ар. Графа, т. Кирил Ампов
9. Една сълза – м. и ар. Петър Попов, т. Боя Банчева
10. Няма нищо случайно – м. и ар. Кр. Гюлмезов, т. Александър Петров
11. Недей съжалява! – м. и ар. Кр. Гюлмезов, т. Александър Петров

- Вид звуконосител: MC
- Издател: Ара аудио-видео
- Каталожен номер: МС 082

### 1999 – „Мими Иванова, Развигор Попов и Ина. Вълкът и седемте козлета“
1. Вълкът и седемте козлета – т. Жива Кюлджиева, изп. Мими Иванова
2. Въртележка – т. Богомил Гудев, изп. Мими Иванова и Развигор Попов
3. Ваканция – т. Богомил Гудев, изп. Мими Иванова
4. Чуден сън – т. Развигор Попов, изп. Мими Иванова
5. Дневен режим – т. Матей Стоянов, изп. Мими Иванова и Ина
6. На море – инструментал
7. Лимбо – инструментал
8. Лимбо – т. Развигор Попов, изп. Мими Иванова
9. На море – т. Развигор Попов, изп. Ина
10. Сънища – т. Венцислав Мартинов, изп. Ина и Съни
11. Ну, погоди – т. Богомил Гудев, изп. Мими Иванова и Развигор Попов
12. Игра – т. Развигор Попов, изп. Мими Иванова и Ина
13. Въртележка – инструментал
14. Вълкът и седемте козлета – инструментал

- Музика и аранжименти: Развигор Попов
- Записите са осъществени в студията на БНР, БНТ и студио „Развигор“
- Продуцент: Панайот Цанев
- Вид звуконосител: MC
- Издател: Театър Пан

### 2000 – „Мими 2000. Нови песни“
1. Въпрос – м., т. и ар. Развигор Попов
2. Майчице свята (римейк) – м. и ар. Митко Щерев, т. Иля Велчев
3. Обичай ме – м., т. и ар. Развигор Попов
4. Лодка в реката – м. Стикс, т. Жива Кюлджиева, ар. Развигор Попов
5. Звезда – м., т. и ар. Развигор Попов
6. Танцувай с мен – м., т. и ар. Развигор Попов
7. Артисти – м. и т. Радост Попова, ар. Развигор Попов
8. В утринта (римейк) – м. и ар. Развигор Попов, т. Милчо Спасов
9. Лимбо – м., т. и ар. Развигор Попов
10. Мамбо – м., т. и ар. Развигор Попов
11. Гваделупа – м., т. и ар. Развигор Попов
12. Хей, така – м., т. и ар. Развигор Попов
13. Пролет е – м. и ар. Развигор Попов, т. Валя Бурова
14. Снежна пролет – м. и ар. Развигор Попов, т. Валя Бурова
15. Орисия – м., т. и ар. Развигор Попов
16. Майстор Славе – м., т. и ар. Развигор Попов
17. Мома Калина – дует с Иван Балсамаджиев – м. и т. народни, ар. Развигор Попов
18. Шарен гердан – м., т. и ар. Развигор Попов
19. Магия – м., т. и ар. Развигор Попов
20. Две пълни чаши – м., т. и ар. Развигор Попов
21. Зелената стара чешма (римейк) – м. и ар. Развигор Попов, т. Богомил Гудев
22. Недей съжалява – м. и ар. Красимир Гюлмезов, т. Александър Петров

- Вид звуконосител: CD
- Издател: Развигор Попов

### 2004 – „Вълкът и седемте козлета“
1. Вълкът и седемте козлета – м. и ар. Р. Попов, т. Ж. Кюлджиева
2. Мамбо – т., м. и ар. Развигор Попов
3. Моето малко куче – т., м.и ар. Развигор Попов
4. Млечна песничка – м. и ар. Развигор Попов, т. Н. Йорданов
5. Гамата – т., м. и ар. Развигор Попов
6. Весел влак – м. и ар. Развигор Попов, т. Л. Такев
7. Гуаделупа – т., м. и ар. Развигор Попов
8. Край старата липа – м. и ар. Развигор Попов, т. Б. Гудев
9. Звезда – т., м. и ар. Развигор Попов
10. Хей, така – т., м. и ар. Развигор Попов
11. Ну, погоди – м. и ар. Развигор Попов, т. Б. Гудев
12. Приятелство се подарява – т., м. и ар. Развигор Попов
13. Лимбо – т., м. и ар. Развигор Попов
14. Морето и аз – т., м. и ар. Развигор Попов
15. Българийо, децата ни върни – т., м. и ар. Развигор Попов
16. Коледа – т., м. и ар. Развигор Попов
17. Великден – т., м. и ар. Развигор Попов
18. Гамата – инструментал
19. Мамбо – инструментал
20. Млечна песничка – инструментал
21. Приятелство се подарява – инструментал
22. Вълкът и седемте козлета – инструментал

- Вид звуконосител: CD
- Издател: Театър Пан

### 2005 – „Спасителки на плажа. Мими Иванова, Ваня Костова, Росица Кирилова“
1. Приятелство се подарява – м., т. и ар. Развигор Попов
2. Спасителки на плажа – м., т. и ар. Развигор Попов
3. София ухае на липи – м., т. и ар. Развигор Попов – песента е получила І награда на конкурса „София – вечна и свята“, 2003 г.
4. Великден – м., т. и ар. Развигор Попов
5. Одисей и Пенелопа – м., т. и ар. Развигор Попов
6. Събота срещу неделя – кавър версия на песен от репертоара на Бисер Киров, ар. Развигор Попов
7. Деца на България – м. Тончо Русев, т. Михаил Белчев, ар. Пламен Велинов – с участието на Панайот Панайотов и дует „Шик“
8. Мъже с мустаци – м., т. и ар. Развигор Попов – песента е посветена на 60-годишния юбилей на Мустафа Чаушев
9. Птиците – м., т. и ар. Развигор Попов
10. Приятелство се подарява – инструментал

- Вид звуконосител: CD
- Издател: Развигор Попов

## Компилации

### 1993 – „20 години Мими и Развигор“
1. Мими микс – потпури от популярни песни
2. Майчице свята – м. и ар. Митко Щерев, т. Иля Велчев
3. Денят е близо – м. и ар. Р. Попов, т. Милчо Спасов и Д. Керелезов
4. Вече свърши хубавото време – м. и ар. Р. Попов, т. Богомил Гудев
5. Петнадесет лалета – м. и ар. Развигор Попов, т. Йордан Янков
6. Хей, момче – м. и ар. Развигор Попов, т. Богомил Гудев
7. Ваканция – м. и ар. Развигор Попов, т. Богомил Гудев
8. Самота – м., т. и ар. Развигор Попов
9. Близки и далечни – м. и ар. Развигор Попов, т. Венцислав Мартинов
10. Минава дванайсет... – м. и ар. Развигор Попов, т. Петър Москов
11. Зелената стара чешма – м. и ар. Развигор Попов, т. Богомил Гудев
12. Понякога само – м. и ар. Развигор Попов, т. Живка Шопова
13. Изгубих си усмивката – м., т. и ар. Развигор Попов

- Вид звуконосител: MC
- Издател: Мега София
- Каталожен номер: 100 008

### 1996 – „Слънцето е в моите коси“
1. Аморе мио – т. Развигор Попов
2. Слънцето е в моите коси – м. Зорница Попова, т. Йордан Янков
3. Близки и далечни – м. Развигор Попов, т. Венцислав Мартинов
4. Скитнико мой – т. Богомил Гудев
5. Хей, извор чист – т. Развигор Попов
6. Седем дни – м. Развигор Попов, т. Петър Москов
7. Зелена звезда – м. Развигор Попов, т. Йордан Янков
8. Ах, този дъжд – м. Атанас Косев, т. Богомил Гудев
9. Гурбетчия – народна песен, обработка М. Петканова и Р. Попов
10. Мома Калина – народна песен, дует с Иван Балсамаджиев
11. Вярвай, мамо – м. Развигор Попов, т. Орлин Орлинов
12. Лодка по реката – т. Жива Кюлджиева
13. Вълкът и седемте козлета – м. Развигор Попов, т. Ж. Кюлджиева[19]

- Вид звуконосител: MC
- Издател: Балкантон
- Каталожен номер: ВТМС 7777

### 1996 – „Здравей, наместо сбогом“
1. Аморе мио – т. и ар. Развигор Попов
2. Лодка по реката – т. Жива Кюлджиева, ар. Развигор Попов
3. Вълкът и седемте козлета – м. и ар. Р. Попов, т. Ж Кюлджиева
4. Слънцето е в моите коси – м. З. Попова, т. Й. Янков, ар. Р. Попов
5. Петнадесет лалета – м. и ар. Развигор Попов, т. Богомил Гудев
6. Вече свърши хубавото време – м. и ар. Р. Попов, т. Б. Гудев
7. Ах, този дъжд – м. Ат. Косев, т. Богомил Гудев, ар. Развигор Попов
8. Хора и улици – м. Б. Карадимчев, т. И. Атанасов, ар. Я. Миладинов
9. Зелената стара чешма – м. и ар. Развигор Попов, т. Богомил Гудев
10. Майчице свята – м. и ар. Митко Щерев, т. Иля Велчев
11. Една звезда – м. К. Аврамов, т. Димитър Точев, ар. Развигор Попов
12. Вярвай мамо – м. и ар. Развигор Попов, т. Орлин Орлинов
13. Срещи случайни – м. и ар. Развигор Попов, т. Петър Москов
14. Хей, момче – м. и ар. Развигор Попов, т. Богомил Гудев
15. Здравей, наместо сбогом – м. Т. Русев, т. В. Вълчев, ар. Р. Попов
16. Близки и далечни – м. и ар. Развигор Попов, т. Венцислав Мартинов
17. Понякога само 2.47 – м. и ар. Развигор Попов, т. Живка Шопова
18. Хей, извор чист 4.00 – т. и ар. Развигор Попов
19. Скитнико мой 3.41 – т. Богомил Гудев, ар. Развигор Попов[20]

- Вид звуконосител: CD
- Издател: Балкантон
- Каталожен номер: 070181

### 2003 – „Любими песни – 1“
1. Майчице свята
2. Зелената стара чешма
3. Българийо, децата ни върни
4. Аморе мио
5. Орисия
6. В утринта
7. Пролет е
8. Въпрос
9. Отлетя далече любовта
10. Скитник мой
11. Великден
12. Хора и улици
13. Понякога само
14. Майстор Славе

### 2003 – „Любими песни – 2“
1. Петнадесет лалета
2. Вълкът е седемте козлета
3. Вече свърши хубавото време
4. Слънцето е в моите коси
5. Вярвай, мамо
6. Снежна пролет
7. Българийо, децата ни върни
8. Приятелство се подарява
9. Лодка по реката
10. Ах, този дъжд
11. Коледа
12. Хей, момче
13. Магия
14. Мома Калина

### 2007 – „15 лалета“
1. Петнадесет лалета – м. и ар. Р. Попов, т. Й. Янков
2. Зелената стара чешма – м. и ар. Р. Попов, т. Б. Гудев
3. Майчице свята – м. и ар. М. Щерев, т. Иля Велчев
4. Вълкът и седемте козлета – м. и ар. Р. Попов, т. Ж. Кюлджиева
5. Вече свърши хубавото време – м. и ар. Р. Попов, т. Б. Гудев
6. Срещи случайни – м. и т. Р. Попов, т. П. Москов
7. Българийо, децата ни върни – т., м. и ар. Развигор Попов
8. Ние и песента – т., м. и ар. Развигор Попов
9. Ах, този дъжд – м. Ат. Косев, ар. Р. Попов, т. Б. Гудев
10. Съдба – т., м. и ар. Развигор Попов
11. Орисия – т., м. и ар. Развигор Попов
12. Една звезда – м. К. Аврамов, ар. Р. Попов, т. Д. Точев
13. Знам, море – м. и ар. М. Щерев, т. Ст. Банков
14. Манука – т., м. и ар. Развигор Попов
15. Лято в Каварна – т., м. и ар. Развигор Попов
16. Хора и улици – м. и ар. Б. Карадимчев, т. И. Атанасов
17. Труден характер – м. Тончо Русев, ар. Р. Попов, т. А. Йорданова
18. Слънцето е в моите коси – м. З. Попова, ар. Р. Попов, т. Й. Янков
19. Близки и далечни – м. и ар. Р. Попов, т. В. Мартинов
20. Събота, неделя – м. и ар. Р. Попов, т. П. Москов
21. Омраза и любов – т., м. и ар. Развигор Попов
22. Късно е вече – т., м. и ар. Развигор Попов
23. Приятелство се подарява – т., м. и ар. Развигор Попов

- Вид звуконосител: CD
- Издател: Развигор Попов

### 2016 – „Мими Иванова. Златни хитове 1“
1. Майчице свята
2. Слънцето е в моите коси
3. Хора и улици – дует с Борис Гуджунов
4. Аморе мио
5. Лодка в реката
6. Здравей, наместо сбогом
7. Ах, този дъжд
8. Труден характер
9. Една звезда
10. Хей, извор чист
11. Скитнико мой
12. Когато бях момиче
13. Въртележка
14. Снежна пролет
15. Мамбо
16. Магия
17. Изгубих си усмивката
18. Грешници
19. Марджанджа
20. Късно е вече
21. Нощна пеперуда
22. Приятелство се подарява – трио с Ваня Костова и Росица Кирилова
23. Българийо, децата ни върни

- Вид звуконосител: CD
- Издател: BG Music company

### 2016 – „Мими Иванова и Развигор Попов. Златни хитове 2“
1. Петнадесет лалета
2. Вълкът и седемте козлета
3. Вече свърши хубавото време
4. Зелената стара чешма
5. Хей, момче
6. В утринта
7. Денят е близо
8. Сбогуване с лятото
9. Когато падне звезда от небето
10. Вярвай, мамо
11. Ние и песента
12. Събота, неделя
13. Понякога само
14. Лято
15. Песен за Хисаря
16. Майстор Славе
17. Орисия
18. София ухае на липи – трио с Ваня Костова и Росица Кирилова
19. Съдба
20. Великден – трио с Ваня Костова и Росица Кирилова
21. Целуни ме за сбогом
22. Дай ми ръка
23. Близки и далечни

- Вид звуконосител: CD
- Издател: BG Music company